# Hisashi Iwakuma
Hisashi Iwakuma, född den 12 april 1981 i Higashiyamato, är en japansk professionell basebollspelare som spelar för Seattle Mariners i Major League Baseball (MLB). Iwakuma är högerhänt pitcher.
Iwakuma tog brons för Japan vid olympiska sommarspelen 2004 i Aten.
Iwakuma representerade Japan vid World Baseball Classic 2009, där Japan vann. Han spelade fyra matcher (tre starter) och var 1-1 (en vinst och en förlust) med en earned run average (ERA) på 1,35. Hans fina spel gav honom en plats i turneringens all star-lag.
2012 flyttade Iwakuma från Japan till Nordamerika och Seattle Mariners i MLB. Första säsongen var han 9-5 med en ERA på 3,16 och 101 strikeouts på 30 matcher, varav 16 starter.
2013 var ett mycket framgångsrikt år för Iwakuma, som utsågs till MLB:s all star-match i juli. Han var på sina 33 starter 14-6, hade en walks + hits per inning pitched (WHIP) på 1,01 (näst bäst i American League och nytt klubbrekord för Mariners), en ERA på 2,66 (tredje bäst i ligan), 219,2 innings pitched (tredje bäst i ligan) och ett slaggenomsnitt mot på 0,220 (tredje bäst i ligan). Dessutom hade han 185 strikeouts. Efter säsongen kom han trea i omröstningen till American Leagues Cy Young Award, priset till ligans bästa pitcher.
Under förberedelserna inför 2014 års säsong drabbades Iwakuma av en skada i en sena i höger långfinger, som gjorde att hans säsongsdebut försenades med en månad. Totalt under 2014 var han 15-9 med en ERA på 3,52 på 28 starter.
Efter bara tre starter 2015 hamnade Iwakuma på skadelistan på grund av en muskelbristning i höger latissimus dorsi-muskel. Comebacken dröjde till början av juli. Den 12 augusti pitchade han en no-hitter i en match mot Baltimore Orioles, den femte no-hittern i Mariners historia. Han blev den andra japanska pitchern efter Hideo Nomo att kasta en no-hitter i MLB. Samma vecka utsågs han för första gången till veckans spelare (Player of the Week) i American League. Under 2015 var han 9-5 med en ERA på 3,54 på 20 starter. Efter säsongen blev han free agent, men fick ett så kallat qualifying offer för 2016 av Mariners värt 15,8 miljoner dollar. Det tackade han nej till och det var mycket nära att han skrev på för Los Angeles Dodgers, men till slut skrev han på för Mariners igen.
Under 2016 var Iwakuma 16-12 med en ERA på 4,12 på 33 starter. I maj 2017 placerades han på skadelistan på grund av axelproblem och förutom två rehabmatcher i farmarligorna spelade han inga fler matcher den säsongen. I september genomgick han en operation i axeln och förväntades kunna göra comeback först efter fem månader. Han blev free agent efter 2017 års säsong, men han skrev snart på för Mariners igen i form av ett minor league-kontrakt. Hans rehabilitering gick bra fram till slutet av april 2018, då han åter besvärades av sin axel.